# Johann Baptist Friedreich
Johann Baptist Friedreich (* 19. April 1796 in Würzburg; † 29. Januar 1862 ebenda) war ein deutscher Mediziner, Gerichtsarzt, Schriftsteller und Dichter. Er war einer der führenden psychiatrischen Theoretiker vom somatischen Standpunkt.

## Leben und Werk
Friedreich war ein Sohn des Würzburger Mediziners Nikolaus Anton Friedreich. Johann Baptist studierte in Würzburg Medizin. 1813 wurde er im Corps Franconia Würzburg recipiert. 1818 wurde er in Würzburg mit der Arbeit De nisu formativa promoviert und am 13. Juli 1819 Privatdozent. Im Jahr 1821 wurde er außerordentlicher Professor der Allgemeinen Therapie, hielt ab 1825 die Vorlesung Pathologie und Therapie der psychischen Krankheiten nach Heinroth und wurde 1830 ordentlicher Professor der Heilkunde an der Universität Würzburg. Im Jahr 1830 wurde er auch zum Mitglied der Leopoldina gewählt.
Friedreich lehrte in Würzburg „allgemeine Pathologie und Semiotik“ (Lehre von den Krankheitsanzeichen). Seine akademische Karriere war allerdings kurz. Der Obrigkeit erschien der unter Studenten beliebte Friedreich als Freund des liberalen Würzburger Bürgermeisters Behr und ehemaliger Burschenschafter politisch zu gefährlich und er wurde 1832 im Rahmen dieser Demagogenverfolgung (ebenso wie seine Würzburger Fakultätskollegen Johann Lucas Schönlein, Richard Hoffman und Cajetan von Textor) von seinen Ämtern suspendiert sowie im Rang eines Professors auf die Stelle eines Gerichtsarztes in Weißenburg abgeschoben. Rufe an ausländische Universitäten lehnte er jedoch ab. Stattdessen erbat und erhielt er 1838 die Gerichtsarztstellen von Straubing und 1843 von Ansbach. 1850 wurde er schließlich Gerichtsarzt in Erlangen und Honorarprofessor an der Universität Erlangen. Nachdem er 1855 in den Ruhestand getreten war, kehrte er nach Würzburg zurück.
Friedreich argumentierte in seinen psychiatrischen Schriften kritisch gegenüber Johann Christian August Heinroth, dass jede seelische Erkrankung auf körperlicher Regelwidrigkeit beruhe, und auch die seelischen Ursachen seelischer Erkrankung mittels des Körperlichen wirkten. Epilepsie-Kranken sprach er aus medizinisch-forensischer Sicht die Testamentierfähigkeit ab; zudem sprach er sich gegen die Ehen von Epileptikern aus. Friedreich setzte seine vielfältigen Interessen aber auch in juristischen, philologischen, philosophischen und dichterischen Arbeiten um. 1827 hatte er in Würzburg eine „Philosophisch-medizinische Gesellschaft“ gegründet. Er gab ferner verschiedene Fachzeitschriften heraus, darunter die Blätter für gerichtliche Anthropologie und Friedreichs Blätter für gerichtliche Medizin.
Friedreich war Ritter des Zivilverdienstordens St. Michael und Inhaber der griechischen Medaille für Kunst und Wissenschaft. Er hatte vier Töchter und zwei Söhne. Nicolaus wurde ein bekannter Internist und Pathologe, Friedrich (1828–1895) war Baurat in Würzburg und Fürth und Gründer eines Hilfswerks für verwundete Soldaten. Die Tochter Marie, verheiratet mit dem Philologen Heinrich Stadelmann, wurde unter dem Pseudonym Marie von Sternau als Verfasserin von Kindergeschichten bekannt.

## Veröffentlichungen (Auswahl)
- mit Prosper Alpinus: De praesagienda vita et morte aegrotantium. Beck, Nordlingae 1828.
- mit James Morse Churchill und J. Wagner: Abhandlung über die Acupunctur., Bamberg 1824.
- mit Thomas Copeland: Thom. Copeland's Bemerkungen über die vorzüglichsten Krankheiten des Mastdarmes und des Afters., Halle 1819.
- Handbuch der gerichtsärztlichen Praxis. Mit Einschluß der gerichtlichen Veterinärkunde. Manz, Regensburg 1843.
- mit Adam Kaspar Hesselbach: Beiträge zur Natur- und Heilkunde., Würzburg 1825.
- mit Adam Kaspar Hesselbach: Beiträge zur Natur- und Heilkunde., Würzburg 1826.
- mit Adam Kaspar Hesselbach: Bibliothek der deutschen Medicin und Chirurgie. Strecker, Würzburg 1828.
- Ueber die Lienterie. Ein Programm., Würzburg 1824.
- als Hrsg.: Dr. Nikolaus Friedreich’s gesammelte medicinische Programme. Becker, Würzburg 1824.
- Skizze einer allgemeinen Diagnostik der psychischen Krankheiten., Würzburg 1829.
- Synopsis librorum de pathologia et therapia morborum psychicorum. Groos, Heidelbergae, Lipsiae 1830.
- Versuch einer Literärgeschichte der Pathologie und Therapie der psychischen Krankheiten. Von den ältesten Zeiten bis zum neunzehnten Jahrhundert. Strecker, Würzburg 1830.
- Systematische Literatur der ärztlichen und gerichtlichen Psychologie. Enslin, Berlin 1833.
- Historisch-kritische Darstellung der Theorien über das Wesen und den Sitz der psychischen Krankheiten. Wigand, Leipzig 1836.
- Arbeiten für Pathologie und Therapie der psychischen Krankheiten. Palm u. Enke, Erlangen 1839.
- Centralarchiv für die gesammte Staatsarzneikunde. G. J. Manz, Regensburg 1844–45.
- Ueber die jüdische Beschneidung in historischer, operativer und sanitätspolizeilicher Beziehung. Dollfuss'sche Buchhandlung (C. Fielitz), Ansbach 1844.
- Analekten zur Natur- u. Heilkunde., Ansbach 1846.
- Handbuch der pathologischen Zeichenlehre. Richter, Würzburg 1825.
- Notizen über Bayern's Bäder und Heilquellen. Campe, Nürnberg 1827. Digitalisierte Ausgabe der Universitäts- und Landesbibliothek Düsseldorf
- Collectio operum medicorum antiquiorum., Nordlinga 1828–1829.
- Systematisches Handbuch der gerichtlichen Psychologie. Für Medicinalbeamte Richter und Vertheidiger. Wigand, Leipzig 1835; 2., umgearbeitete Auflage unter dem Titel System der gerichtlichen Psychologie bei G. J. Manz, Regensburg 1842.
- Anleitung zur gerichtsärztlichen Untersuchung der Körperverletzungen. Schorner, Straubing 1841.
- Zur psychiatrischen Literatur des neunzehnten Jahrhunderts. (1801 - 1836). Manz, Regensburg 1842.
- Handbuch der Gesundheits-Polizei, der Speisen, Getränke und der zu ihrer Bereitung gebräuchlichen Ingredienzen. Nebst einem Anhange über die Geschirre., Ansbach 1846.
- Compendium der gerichtlichen Anthropologie. Für Aerzte und Juristen. Manz, Regensburg 1848.
- Zur Bibel. Naturhistorische anthropologische und medicinische Fragmente. Bauer & Raspe, Nürnberg 1848.
- Die Realien in der Iliade und Odyssee. Enke, Erlangen 1851.
- Gott in der Natur. Palm, Erlangen 1853.
- Ueber Handels- und Gewerbsobjecte in Beziehung auf Verwechslung, Verunreinigung, Verfälschung und Betrug. Für Polizei- und Medizinalbeamte Kaufleute Fabrikanten Gewerbetreibende Haus- und Landwirthe. Junge, Ansbach 1853.
- Anthropologisch-psychologische Bemerkungen über den bayerischen Entwurf des Gesetzbuches über Verbrechen und Vergehen vom Jahre 1854 und dessen Motive. Korn, Nürnberg 1855.
- Memoranda der gerichtlichen Anatomie, Physiologie und Pathologie. Stahel, Würzburg 1857.
- Gedichte. 2. Auflage. Stahel, Würzburg 1858.
- Die Symbolik und Mythologie der Natur. Stahel, Würzburg 1859.
- Freie Verse., Würzburg 1860.
- mit Carl Barth und Wilhelm Ludwig Demme: Die Grundbegriffe des Criminalrechts und seine leitenden Grundsätze, mit Rücksichtsnahme auf die deutschen Gesetzgebungen. Für Ärzte Juristen und Geschworene. Korn, Nürnberg 1861.
- mit Nikolaus Friedreich: Die Weltkörper in ihrer mythisch-symbolischen Bedeutung. Stahel, Würzburg 1864.
- Geschichte des Räthsels. Kuntze, Dresden 1860.
- mit Friedrich Groos: Der Weg durch den Vorhof der politischen Freiheit zum Tempel der moralischen Freiheit. Religiös-philosophisches stoisch-moralisches und psychologisches ; mit einer Autobiographie des Verfassers. Gummi, Ansbach 1849.